# Lennusadam
Lennusadam (dansk: ~ vandflyvepladsen) i Tallinn er en del af Estlands maritime museum og udstillingerne blev åbnet for publikum i 2012. Museet holder til i de gamle vandflyverhangarer, påbegyndte i 1916 og oprindelig færdigbyggede i 1917. Samlingerne er en del af Estlands maritime museum og har fået støtte fra EU som et led i renoveringen af dele af Tallinns havneområde.

## Baggrund
Under 1. verdenskrig ønskede Rusland, som da herskede over Estland, at etablere en vandflyverbase i Tallinn, det var et af flere led i forsvaret af det russiske imperiums hovedstad Sankt Petersborg.
Der blev afholdt en konkurrence, der endte med, at det danske entreprenørfirma Christiani & Nielsen fik opgaven, baseret på et forslag, som de fremlagde med et byggeri i beton med en fritstående konstruktion. Byggeriet begyndte i 1916, og hangarerne var færdige året efter, i 1917, de var da de første af deres slags i verden.
Ved Estlands selvstændighed fra Rusland i 1918 overtog det estiske forsvar vandflyverhangarerne og benyttede dem til vandfly i mellemkrigstiden. Efter 2. verdenskrig og Sovjets okkupation af Estland blev bygningerne benyttet af de sovjetiske styrker.
Efter, at Sovjets okkupation af Estland ophørte i 1991, blev de gamle hangarer ved vandflyvepladsen ulovligt overført til et privat firma, og de retslige processer ført af den estiske stat knyttede til dette blev først afsluttet i 2006, hvor overdragelsen blev annulleret og området tilkendt staten.

## Restaurering og ombygning til museum
Estlands maritime museum havde i lang tid haft behov for mere plads, og de overtog gradvis området ved vandflyvepladsen, det første fartøj, isbryderen "Suur Tõll" blev bragt dertil i januar 2004. Ved udgangen af 2004 var alle museets skibe overflyttet til vandflyvepladsen.
En plan for området blev klar i 2007 og restaurering og ombygning af vandflyverhangarerne begyndte i 2010, projektet blev støttet af Den europæiske unions strukturfond med samlet 130 millioner kroon (omkring 60 millioner danske kroner).
De historiske vandflyverhangarer og området var meget nedslidte og prægede af årtiers manglende vedligeholdelse, der måtte derfor gennemføres et omfattende arbejde med sikring og restaurering af de unikke betonkonstruktioner, inden lokalerne kunne indrettes som museum.
De gamle vandflyverhangarer var færdigrestaurerede, ombyggede og indrettede i 2012 og blev officielt åbnede den 11. maj. Hovedattraktioner er den gamle estiske ubåd "Lembit" og "Suur Tõll", men museet har også en række andre større og mindre udstillingsobjekter.
Tematisk er udstillingen delt i tre, oven vande, på vandet og under vandet. Lys og lyd benyttes i udstrakt grad for at gøre udstillingen så interessant som mulig. Udstillingen understøttes af en mængde oplysningsmontre med multimedia og tekst på flere sprog.
Museet har også en række større og mindre fartøjer udenfor de gamle vandflyverhangarer, dels på land og ved kaj. Det forhenværende norske Storm-klasse MTBen KNM "Arg" er placeret på land, mens den gamle dampdrevne estiske isbryder "Suur Tõll" ligger ved kajen.
Museet sigter mod at blive et af de tre mest besøgte i Estland inden 2016.